# Бинтан
Бинтан (на индонезийски Bintan) е остров в Индонезия със столица Танджунг Пинанг. Той се намира в близост до Сингапур и Батам и е един островите на архипелага Риау и на индонезийската провинция Риау. Населението на острова е 118 357 души (2006 година) .

## Туризъм
На острова има летище и три пристанища обслужващи главно туристи пристигащи от Сингапур. Островът е популярен с курортите си, най-известният от които е Bintan Resorts на площ около 300 хектара, и плажовете Трикора, който се намират в източната част.